# Тангкубан
Тангкубан, повна назва Тангкубан Параху (індон. Tangkuban Perahu) – діючий вулкан на острові Ява.

Розташований у центральній частині Яви, за 32 км на північ від Бандунга. Він вибухав у 1826, 1829, 1842, 1846, 1896, 1910, 1926, 1929, 1952, 1957, 1961, 1965, 1967, 1969, 1983, 2013 та 2019 роках. Це популярна туристична визначна пам'ятка, де туристи здійснюють походи або їдуть край кратер переглянути ближче джерела гарячої води та киплячу грязь, а також придбати яйця, приготовані на гарячій поверхні. Разом із горою Бурангранг та Букіт Тунгул це залишок давнього Гора Сунда після виверження Плінія призвело до обвалу кальдери. 
У квітні 2005 року Управління вулканології та пом'якшення геологічної небезпеки підняло попередження, заборонивши відвідувачам підніматися на вулкан. «Датчики на схилах двох гір – Анак Кракатау на південній оконечності острова Суматра та Тангкубан Пераху на Яві – виявили збільшення вулканічної активності та скупчення газів, сказав урядовий вулканолог Сямсул Різал». На північному боці гори знаходиться Долина Смерті, яка отримала свою назву через часте скупчення отруйних газів.

## Історія вулканічної активності
Дослідження, проведене в 2001 році, показало, що Тангкубан Параху вивергався щонайменше 30 разів за попередні 40 750 років. Дослідження шарів тефри в межах трьох кілометрів від кратера показали, що 21 було незначним виверженням, а решта – значними. Виверження, що відбулися приблизно 10 000 років тому, були магматичними/фреатомагматичними, а ті, що відбулися після 10 000 років тому, були фреатичними. Виверження вулкана відбулося лише 26 липня 2019 року. 2 серпня 2019 року на вулкані відбулося вісім незначних вивержень, і в результаті його закрили для відвідувачів, але зараз відкрили.

## Легенда
Основна стаття: Сангкуріанг
Назва приблизно перекладається як «перевернення човна» або «перевернутий човен» суданською, посилаючись на місцеву легенду про його створення. Історія розповідає про «Даян Сумбі», красуню, яка жила на Західній Яві. Вона відкинула свого сина «Сангкуріанга» за непослух, і в її печалі боги подарували їй силу вічної молодості. Після багатьох років вигнання Санкуріанг вирішив повернутися до свого дому, довго після того, як вони забули і не змогли впізнати один одного. Сангкуріанг закохався в свою матір Даян Сумбі і планував одружитися з нею, але Даян Сумбі впізнав свою родимку, коли збирався йти на полювання. Щоб запобігти шлюбу, Даян Сумбі попросив Сангкуріанга побудувати дамбу на річці Цитарум і побудувати великий човен, щоб перетнути річку, обидва до сходу сонця. Сангкуріанг медитував і викликав міфічних огроподібних істот - буто іджо або зелених велетнів - виконувати його накази. Даян Сумбі побачила, що завдання майже виконано, і закликала своїх працівників розстелити червоні шовкові тканини на схід від міста, щоб створити враження наближення сходу сонця. Сангкуріанг був обдурений, і, повіривши, що він потерпів невдачу, штовхнув дамбу та недобудований човен, що призвело до сильної повені та створення Тангкубан Пераху з корпусу човна.

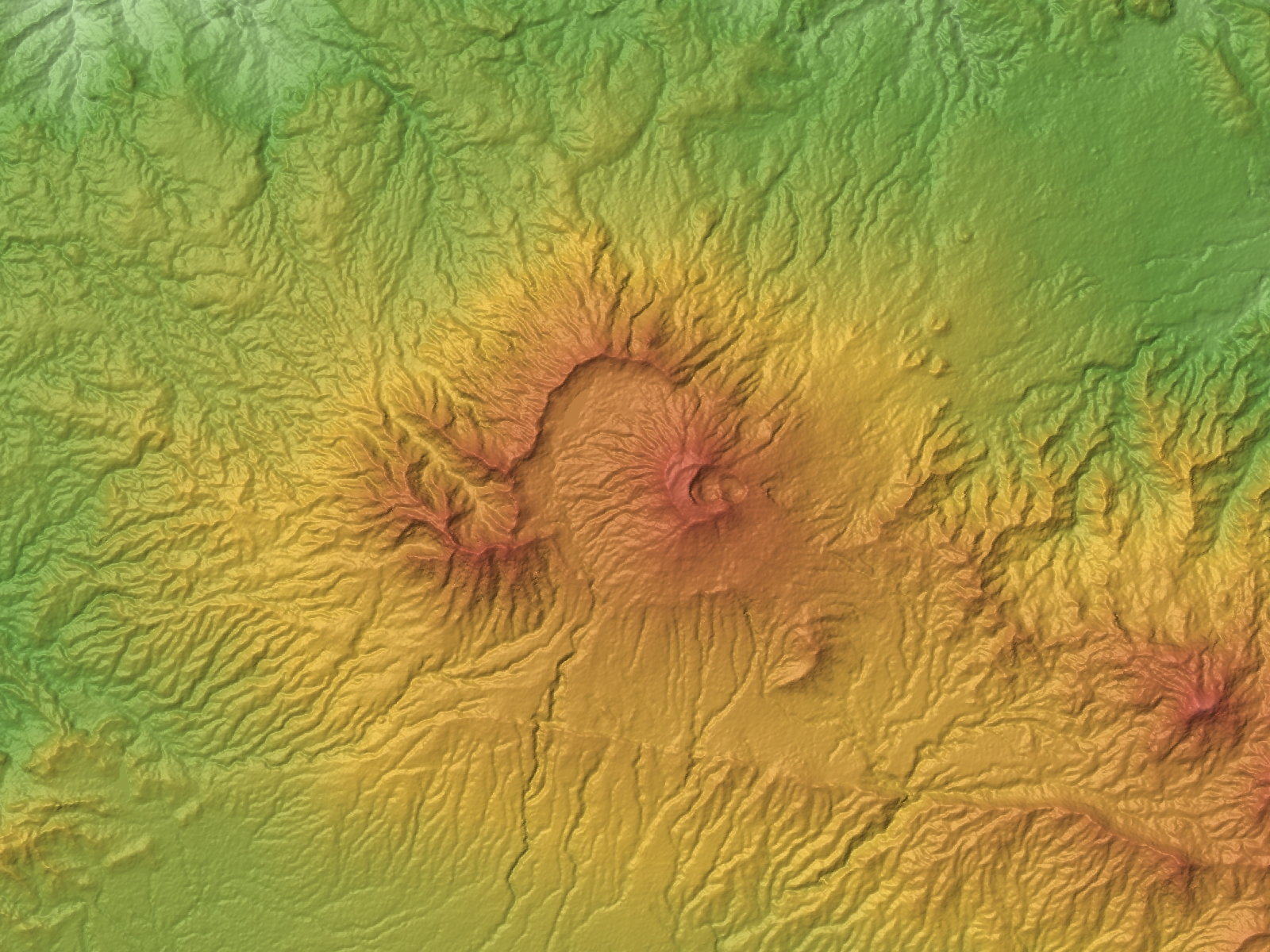
Карта рельєфу

## Дивитися також

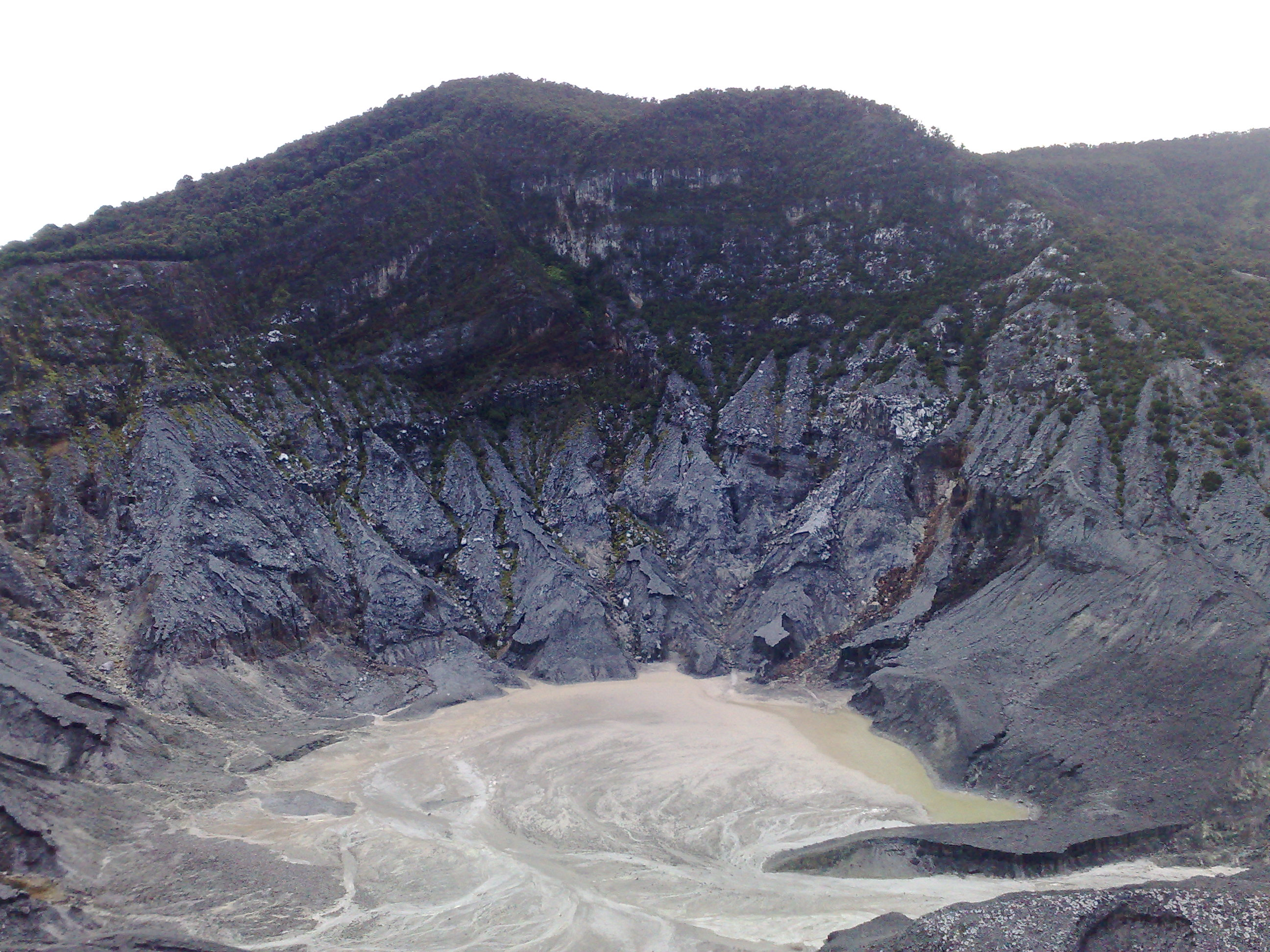
Найбільший кратер, Кава Рату або кратер Королеви на горі Тангкубан Пераху, Бандунг, Західна Ява.

- Список вулканів в Індонезії[en]
- Сангкуріанг[en]